# Slaget vid Bov
Slaget vid Bov (tyska: Bou) utkämpades mellan Danmark och Slesvig-Holstein den 9 april 1848, under det Slesvig-Holsteinska kriget. 11 600 danska soldater besegrade en tysk styrka på 6 000 man vid byn Bov i Slesvig.

## Bakgrund
År 1848 försökte separatister i hertigdömena Slesvig och Holstein att med vapenmakt frigöra sig från det danska styret. Det tyska förbundet skickade trupper för att bistå upprorsmännen som då redan hade inlett krigshandlingar. Prins Fredrik av Holstein-Augustenborg utsågs till överbefälhavare över de hastigt ihopsamlade slesvig-holsteinska styrkorna.  
Medveten om sina truppers underlägsenhet förordade prinsen en defensiv krigföring. Regeringen i Kiel krävde dock att armén skulle genomföra en offensiv mot de danska trupperna i Slesvig. Trots upprepade protester från prinsen inleddes fälttåget i slutet av mars. Den 6 april hade den 6 000 man starka tyska styrkan under August Khron tagit ställning längs Kruseån vid byn Bov, norr om Flensburg.  
Under tiden mobiliserades den danska armén och delades upp i två kårer. Enligt krigsplanen skulle den största av dessa på 7 800 man, under generalmajor Hans Hedemann, samlas vid Kolding för att sedan rycka söderut mot Slesvig. I samverkan med huvudstyrkans framryckning skulle den mindre kåren på 3 800 man, ledd av Friderich Adolph Schleppegrell, gå runt tyskarnas vänsterflank och förhindra en eventuell reträtt. Den danska örlogsflottan skulle assistera trupperna med eldunderstöd.

## Slaget
Den 6 april fick Khron underrättelse om att danska trupper landstigit vid hans högra flank. Av rädsla att bli inringad skickade han nära en tredjedel av sin armé för att skydda denna. Den danska landstigningen visade sig dock vara en avledning då endast en bataljon sattes i land. Morgonen den 9 april gick den danska huvudstyrkan till anfall mot de tyska ställningarna. Efter hårda strider drevs slesvig-holsteinarna bort från Bov. 
Medan den tyska vänsterflygeln snabbt kollapsade under trycket, kämpade trupperna på högerflygeln tappert. Det danska försöket att kringgå den tyska vänsterflanken fick avbrytas på grund av den ojämna terrängen. Khron insåg att slaget var förlorat, men kunde inte få till stånd en ordnad reträtt då vägarna mot Harrslev och Nystad spärrats av fienden. Tyska trupper som försökte retirera längs kusten besköts av danska örlogsfartyg och led svåra förluster. Snart urartade reträtten till en vild flykt. Danskarna valde dock att inte förfölja de flyende och större delen av de tyska soldaterna lyckades undkomma.

## Efterspel
De danska förlusterna uppgick till 16 döda och 78 sårade. Slesvig-holsteinarnas förluster var betydligt högre med 35 döda, 143 sårade och 923 tillfångatagna.Trots att upprorsarmén hade lidit ett kännbart nederlag hade den inte blivit förintad. Danskarna utnyttjade sin seger till att besätta hela Holstein och Lauenburg. Efter slaget fick Slesvig-Holstein förstärkningar från Tyska förbundet. 

### Webbkällor
- http://milhist.dk/slaget/kampen-ved-bov-den-9-april-1848-det-forste-sammenstod/
- http://www.fredericiashistorie.dk/html/fredericia/artikler/bov.html